# Flosculipora pygmaea
Flosculipora pygmaea är en mossdjursart som beskrevs av William MacGillivray 1887. Flosculipora pygmaea ingår i släktet Flosculipora och familjen Densiporidae. Inga underarter finns listade i Catalogue of Life.